# Colera

Położenie gminy na mapie comarki Alt Empordà.

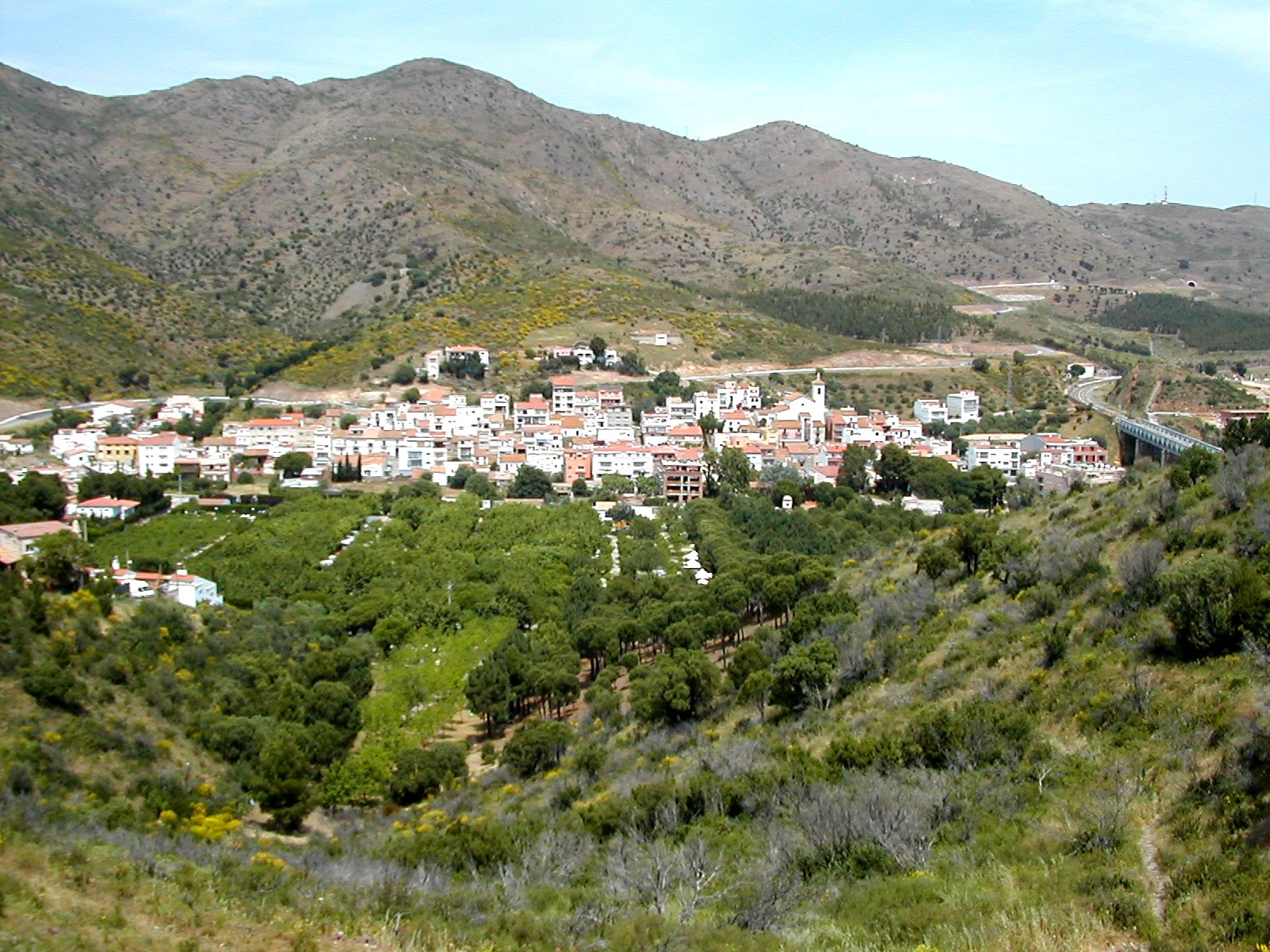
Panorama gminy Colera.

Colera – gmina w Hiszpanii,  w Katalonii, w prowincji Girona, w comarce Alt Empordà.
Powierzchnia gminy wynosi 24,35 km². Zgodnie z danymi INE, w 2005 roku liczba ludności wynosiła 606, a gęstość zaludnienia 24,89 osoby/km². Wysokość bezwzględna gminy równa jest 10 metrów.

## Miejscowości
W skład gminy Colera wchodzą dwie miejscowości, w tym miejscowość gminna o tej samej nazwie:
- Colera – liczba ludności: 606
- Molinàs – 0

## Demografia
| 1991 | 1996 | 2001 | 2004 | 2005 |
| ---- | ---- | ---- | ---- | ---- |
| 441  | 422  | 502  | 655  | 606  |